# Eresus lavrosiae
Eresus lavrosiae är en spindelart som beskrevs av Tamara Mcheidze 1997. Eresus lavrosiae ingår i släktet Eresus och familjen sammetsspindlar. Inga underarter finns listade i Catalogue of Life.